# Копкуль
Копкуль (рос. Копкуль) — село у Купинському районі Новосибірської області Російської Федерації.
Входить до складу муніципального утворення Копкульська сільрада. Населення становить 675 осіб (2010).

## Історія
Згідно із законом від 2 червня 2004 року органом місцевого самоврядування є Копкульська сільрада.

## Населення
| 2002 | 2007 | 2010 |
| ---- | ---- | ---- |
| 777  | ↘706 | ↘675 |